# Дудар Зоя Володимирівна
Дудар Зоя Володимирівна (5 березня 1956, м. Харків, УРСР) — український фахівець у галузі інформаційних систем та розподілення баз даних, завідувач кафедри програмної інженерії Харківського національного університету радіоелектроніки, кандидат технічних наук (1984), професор (2005).

## Біографія
Зоя Дудар народилася 5 березня 1956 року у місті Харків, УРСР.
Вона закінчила Харківський інститут радіоелектроніки 1978 році.
1981 року починає працювати у Харківському національному університеті радіоелектроніки.
З 1986 до 1988 року працювала на посаді старшого викладача.
1984 році нею була захищена кандидатська дисертація.
У період з 1988 до 1998 роки обіймала посаду доцента, а з 1998 до 2014 року — професора та виконуючої обов'язків завідувача кафедри програмного забезпечення електронно-обчислювальних машин (зараз кафедри програмної інженерії).
Починаючи з 2014 Зоя Дудур є завідувачкою кафедри програмної інженерії.

## Наукова діяльність
До кола її наукових інтересів входить:
- метаконтекстна обробка даних;
- інформаційні системи;
- розподілення баз даних.

Вона є членом редколегії наукового журналу «Біоніка інтелекту», заступник голови науково-методичної підкомісії з інженерії програмного забезпечення МОН України.

## Міжнародна діяльність
Вона брала участь двох проектів Темпус:
- National Education Framework for Enhancing IT Students’ Innovation and Entrepreneurship (NEFESIE) (2012—2016)[4];
- Network for the Development of Lifelong Learning in Armenia, Georgia and Ukraine (LeAGUe) (2013—2017)[5].

## Нагороди та премії
- почесна грамота Міністерства освіти і науки УРСР (1982);
- почесна грамота Міністерства освіти і науки України (2009);
- знак «Відмінник освіти України» (2000);
- нагрудний знак «Софія Русова» (2011);
- диплом першого ступеня у конкурсі «ХНУРЕ — кращі за фахом» у номінації «Завідувач кафедри» (2000, 2001[2], 2012, 2016);
- диплом першого ступеня у конкурсі «ХНУРЕ — кращі за фахом» у номінації «Кращий викладач» (2003, 2004).

## Творчий доробок
Зоя Дудар є автором понад 145 наукових праць:
- Гуржій А. М., Дудар З. В., Левикін В. М., Шамша Б. В. Математичне забезпечення інформаційно-керуючих систем. — Харків: СМІТ, 2006. — 448 с.
- Білоус Н. В., Дудуар З. В., Лєсна Н. С., Шубін І. Ю. Основи комбінаторного аналізу: навч.посібник. — Харків: ХТУРЕ. думка, 1999. — 96 с.
- Розв'язання задачі знаходження гіпотетично зв'заних об'єктів / І. Д. Вечірська и др. // Автоматика-2010 : матеріали 17-й Міжнар. конф. з автомат. упр. : Тези доповідей. 27-29 вересня. 2010 г. — Х: ХНУРЕ, 2010. — Т. 2. — С. 176—177.
- Універсальна структурна модель організації інноваційної та підприємницької діяльності ІТ — студентів / З. В. Дудар та інші// Бионика интеллекта: науч.-техн. журн. — Х. : Изд-во ХНУРЭ, 2014. — Вып. 2 (83). — С. 122—127.